# Lymphia chalybella
Lymphia chalybella är en fjärilsart som beskrevs av Eduard Friedrich Eversmann 1844. Lymphia chalybella ingår i släktet Lymphia och familjen mott. Inga underarter finns listade i Catalogue of Life.